# Magdalena Fürntratt
Magdalena Elisabeth Fürntratt (* 1999 in Graz) ist eine österreichische Harfenistin und Komponistin.

## Leben und Werk
Magdalena Elisabeth Fürntratt ist die Tochter der renommierten Chorleiterin und Musikpädagogin Maria Fürntratt.
Im Alter von 7 Jahren begann sie Harfe zu lernen.
Sie besuchte das BG/BORG Graz Liebenau und lernte dort Englisch, Französisch, Latein, Chinesisch, Russisch und Spanisch. Nach ihrer Matura 2017 mit Notendurchschnitt 1,00 begann sie ihr Studium „Konzertfach Harfe“ an der Universität für Musik und darstellende Kunst Graz bei Margit-Anna Süß. Seit 2019 studiert sie auch Instrumental- & Gesangspädagogik (IGP).
Beim Chorwettbewerk Österreich singt des ORF trat sie 2014 singend und Harfe spielend mit dem von ihrer Mutter geleiteten HIB.art.chor der Singakademie Graz auf. Der Chor führte auch ihr Werk „Mantra Austriae“ auf, worauf der ORF ein TV-Porträt der jungen Komponistin gestaltete.
Seit 2013 werden regelmäßig Magdalena Fürntratts Werke im Steirischen Tonkünstlerbund gespielt (z. B. Uraufführung „Ein Grazer Drohnenflug“ durch das Grazer Universitätsorchester Mai 2019, Steirische Erstaufführung „Cyborg in the future tube“ durch ein Bläser-Trio der KUG April 2019). Im Oktober 2019 spielte sie ihr Solo-Debüt-Konzert mit eigenen Werken als Saison-Auftakt des Steirischen Tonkünstlerbundes.
Fürntratt wirkte bei zahlreichen Uraufführungen (z. B. von Park So-yeon 2019, Dakota Wayne 2019, Adolf Traar 2018, Shiqi Geng 2017) mit.
Soloauftritte als Harfenistin führten sie nach Belgien, Slowenien, Deutschland, Niederlande, Ungarn, Frankreich, Italien, Kroatien, Ukraine und Russland. Fürntratt ist Soloharfenistin des „Europa Jugendorchester Darmstadt“, Mitglied des „Landesjugendsinfonieorchester Steiermark“, „Domorchester Graz“, „Modus 21“, „Operettenorchester Leoben“, „Joseph-Haydn-Orchester Bruck“, „Festival-Orchester AIMS“, „Savaria Symphony Orchestra“. Mitglied bei LiveMusicNow Steiermark.
Als erste Komponistin überhaupt gewann sie im Herbst 2020 den Ernst-und-Rosa-von-Dombrowski-Stiftungspreis.

## Auszeichnungen
- mehrere 1. Preise beim Bundeswettbewerb für Soloharfe bei Prima la musica seit 2005
- Gewinnerin des Kompositionswettbewerbes für den ERTA-Kongress 2008
- 2. Preis beim Bundeswettbewerb Jugend komponiert 2016
- 2. Preis beim Bundeswettbewerb Jugend komponiert 2017[3]
- 3. Preis beim Bundeswettbewerb Jugend komponiert 2018
- Ernst-und-Rosa-von-Dombrowski-Stiftungspreis für Komposition 2020

## Kompositionen (Auswahl)
- op. 1 „Die Fische“ für Blockflöte 2005
- „Mantra Austriae“ für Chor 2014
- „Star Wars 7 Suite“ für  Flöte und Gitarre 2016
- „BB8“
- „Takodana“
- „Die Nacht“ für Harfe nach einem Gedicht von Christine Lavant 2016
- „Cyborg in the future tube“ für Trompete, Horn, Posaune  2017
- „Meine Alexa“ für Violine, Violoncello und Klavier 2018
- op. 56 „Sirens“ für Harfe
- op. 62 „Black Hole“ für Harfe
- op. 69 „Tautropfen“ für Harfe 2021